# بيتا برادي
بيتا برادي (بالإنجليزية: Peta Brady)‏ هي ممثلة أسترالية، ولدت في 17 يوليو 1972 في ملبورن في أستراليا.

## وصلات خارجية
- بيتا برادي على موقع IMDb (الإنجليزية)
- بيتا برادي على موقع أول موفي (الإنجليزية)
- بيتا برادي على موقع قاعدة بيانات الفيلم (الإنجليزية)
- بيتا برادي على موقع كينوبويسك (الروسية)